# Тайната на умните мишоци
„Тайната на умните мишоци“ (на английски: The Secret of NIMH) е американски анимационен филм от 1982 година на режисьора Дон Блът в неговия режисьорски дебют, базиран по книгата на Робърт С. Райли през 1971 г., филмът е продуциран от Aurora Productions и е разпространен от MGM/UA Entertainment Company за United Artists. Филмът излиза на екран от 2 юли 1982 г. в САЩ. Има и продължение – „Тайната на умните мишоци: Спасителят Тими“ (1998).

## В България
На 22 май 2016 г. БНТ 1 излъчи филма с български дублаж за телевизията. Екипът се състои от:
| Преводач           | Станислава Върбанова                                                 |
| Редактор           | Веселина Пършорова                                                   |
| Тонрежисьор        | Кети Фотева                                                          |
| Озвучаващи артисти | Елена Русалиева Мина Костова Явор Караиванов Илиян Пенев Васил Бинев |